# Édouard Deluc
Pour les articles homonymes, voir Deluc.
Édouard Deluc est un réalisateur français né le 1er novembre 1970.

## Biographie
Diplômé en 1993 de l'École nationale supérieure des beaux-arts de Paris, Édouard Deluc a obtenu le grand prix du jury au Festival international du court métrage de Clermont-Ferrand en 2010 pour ¿Donde está Kim Basinger?,, film en outre nommé aux César 2010.
Il réalise ensuite son premier long métrage, Mariage à Mendoza, sorti en 2013, qui est un développement de son court métrage ¿Donde está Kim Basinger?.

## Réalisateur

### Courts métrages
- 1998 : Petits enfers
- 2002 : Je n'ai jamais tué personne
- 2009 : ¿Donde está Kim Basinger?
- 2011 : Bye bye

### Longs métrages
- 2013 : Mariage à Mendoza
- 2017 : Gauguin : Voyage de Tahiti
- 2019 : Temps de chien (téléfilm pour Arte)[5]
- 2022 : Pétaouchnok

## Filmographie

### Longs métrages
- 2019 : Temps de chien (téléfilm pour Arte)[5] : l'antiquaire